# Csohosd
Csohosd (Țohești) település Romániában, a Partiumban, Arad megyében.

## Fekvése
Nagyhalmágytól délkeletre fekvő település.

## Története
Csohosd nevét 1760–1762 között említette először oklevél Czohesd néven. 1808-ban Csohesd, 1909-ben Czohesd, 1913-ban Csohosd néven írták.
1910-ben 365 görögkeleti ortodox román lakosa volt.
A trianoni békeszerződés előtt Arad vármegye Nagyhalmágyi járásához tartozott.